# کولارووو (استان بلاگووگراد)
کولارووو (به بلغاری: Kolarovo) یک منطقهٔ مسکونی در بلغارستان است که در شهرستان پتریچ واقع شده‌است.